# فاجنر كونسيرفا ليموس
فاجنر كونسيرفا ليموس (بالبرتغالية: Fagner Conserva Lemos) (و. 1989  م) هو لاعب كرة قدم، من البرازيل، ولد في ساو باولو، شارك في كأس العالم لكرة القدم 2018، يلعب كمُدَافِع.

## روابط خارجية
- فاجنر كونسيرفا ليموس على موقع قاعدة بيانات كرة القدم.إي يو (الإنجليزية)
- فاجنر كونسيرفا ليموس على موقع بيانات كرة القدم. دي إي (الألمانية)
- فاجنر كونسيرفا ليموس على موقع ليكيب (الفرنسية)
- فاجنر كونسيرفا ليموس على موقع ناشيونال فوتبول تيمز (الإنجليزية)
- فاجنر كونسيرفا ليموس على موقع Soccerway.com (الإنجليزية)
- فاجنر كونسيرفا ليموس على موقع عالم كرة القدم.نت (الإنجليزية)
- فاجنر كونسيرفا ليموس على موقع AS.com (الإسبانية)